# Hípotes
Segons la mitologia grega, Hípotes (en grec antic Ἱππότης) era un dels Heràclides, descendent d'un dels fills d'Hèracles, Antíoc, que l'heroi va tenir amb Meda, la filla de Filant, rei dels driops. Antíoc havia tingut un fill, que també es deia Filant, pare d'Hípotes. És també descendent de Iolau per la seva mare, Lipèfile.
S'uní a Temen, amb els Heraclides en la conquesta del Peloponès. Durant l'expedició, a Naupacte, va matar per error l'endeví Carnos, que havia pres per un espia, i aquest fet va provocar la còlera d'Apol·lo contra l'exèrcit, que només va cessar quan aquests varen enviar Hípotes a l'exili per un període de deu anys.